# 滕特岩
75°42′S 158°34′E / 75.700°S 158.567°E
滕特岩（英語：Tent Rock）是南極洲的山峰，位於奧次地，處於托馬斯岩西南面1.9公里和里克山以西13公里，屬於阿爾伯特親王山脈的一部分，由新西蘭探險隊命名，現時由南極條約體系管理。